# Litobrochia ampla
Litobrochia ampla là một loài thực vật có mạch trong họ Pteridaceae. Loài này được (Kunze) C. Presl mô tả khoa học đầu tiên năm 1836.